# Petersonska huset

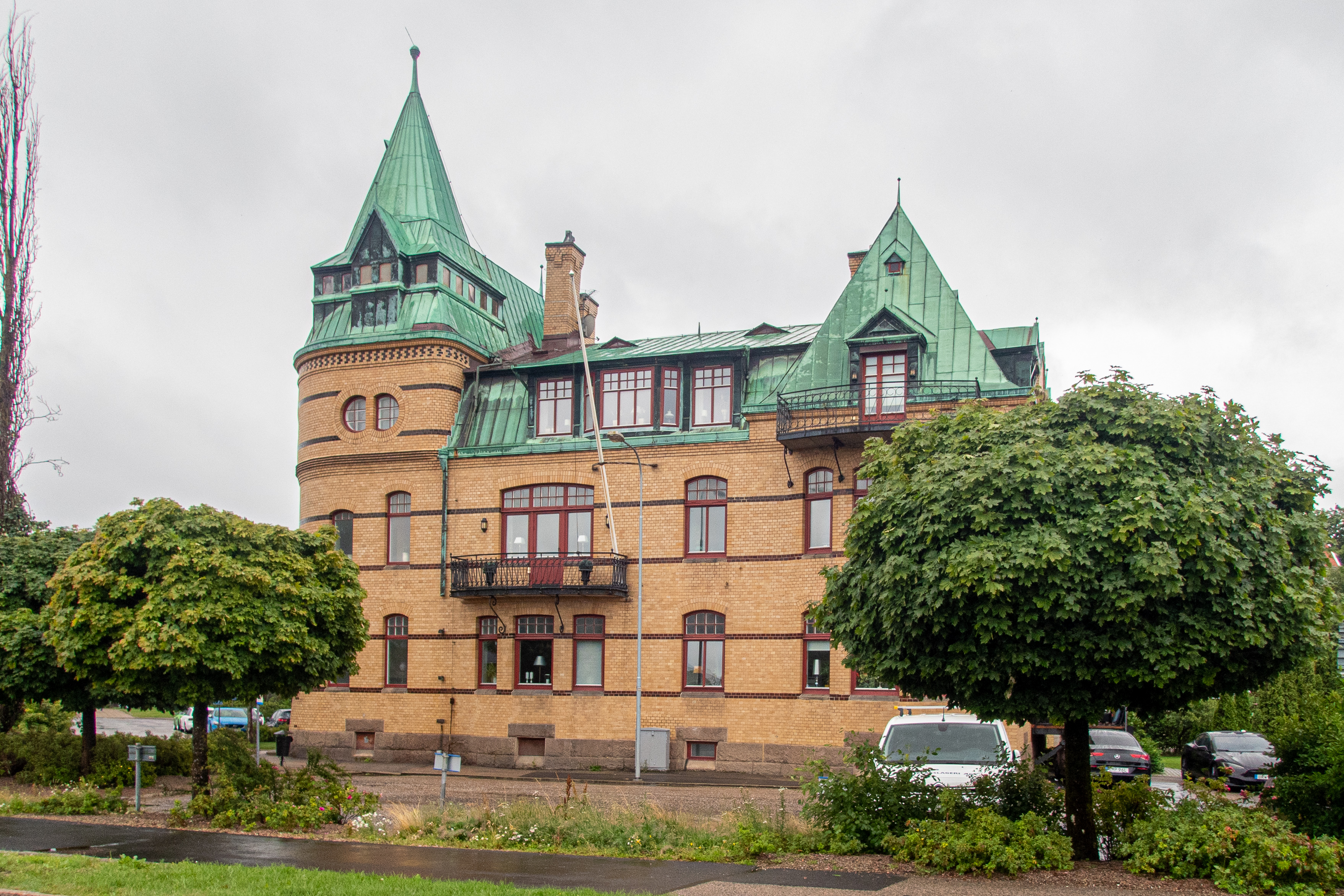
Petersonska huset

Petersonska huset (även som Rybergska huset) är en byggnad vid Södra Hamnen 3 i centrala Uddevalla.
Huset på kajen vid Bäveåns mynning restes 1902 - 1904 av John Peterson. Byggherren var en av Sveriges första oljeimportörer. Göteborgsarkitekten Eugen Thorburn, som var född i Uddevalla, ritade en byggnad med prägel av medeltida borg i en stilblandning mellan jugend och nationalromantik. Den uppfördes i gult tegel och täcktes med ett tornförsett koppartak. Byggnaden köptes 1915 av Karl Adolf Ryberg som bodde där till 1926. Huset var sedan i släkten Rybergs ägo till 1982.
Idag är huset omgjort till bostadsrätter.